# ماه در جنگل
ماه در جنگل فیلمی به کارگردانی، تهیه‌کنندگی و نویسندگی سیامک شایقی محصول سال ۱۳۹۴ است.

## خلاصه داستان
آقامحرم، جنگلبان کارکشته جنگل‌های (زیرآب) مازندران، توسط قاچاقچیان چوب به شدت مضروب شده و در بیمارستان بستری است. یحیی پسر جوان آقامحرم، علیرغم آنکه تمایلی به ادامه راه پدر نداشته، آقامحرم را با خود به کلبه جنگلی می‌برد تا هم مراقبت از او را به عهده بگیرد و هم ناگزیر مراقبت از جنگل را، اما قاچاقچیان چوب اقدامات تخریبی‌شان را ادامه می‌دهند و یحیی پایداری‌اش را …

## بازیگران
- لادن مستوفی
- آزیتا حاجیان
- فربد فرهنگ
- مهسا طهماسبی
- رزگار خاطری
- کیوان زند
- آرمان سلطان‌زاده
- علی عظیمی